# ارتم تتنکو
ارتم تتنکو (اوکراینی: Артем Олександрович Тетенко؛ زادهٔ ۱۲ فوریهٔ ۱۹۹۱) بازیکن فوتبال اهل اوکراین است.
از باشگاه‌هایی که در آن بازی کرده‌است می‌توان به باشگاه فوتبال شاختار دونتسک اشاره کرد.
وی همچنین در تیم‌های ملی فوتبال زیر ۱۶ سال اوکراین، تیم ملی فوتبال زیر ۱۷ سال اوکراین، تیم ملی فوتبال زیر ۱۸ سال اوکراین، و تیم ملی فوتبال زیر ۱۹سال اوکراین بازی کرده‌است.